# Thyssen-Bornemisza Group
Die Thyssen-Bornemisza Group (kurz TBG AG) ist eine schweizerische Holding-Gesellschaft und Risikokapitalgeber, ansässig in Zürich. Sie kann als Investmentgesellschaft der Familie Thyssen-Bornemisza, einem Zweig der Familie Thyssen, angesehen werden. Christoph von Grolman ist Executive Chairman der TBG AG.  